# Bistum Crotone
Koordinaten: 39° 5′ N, 17° 8′ O

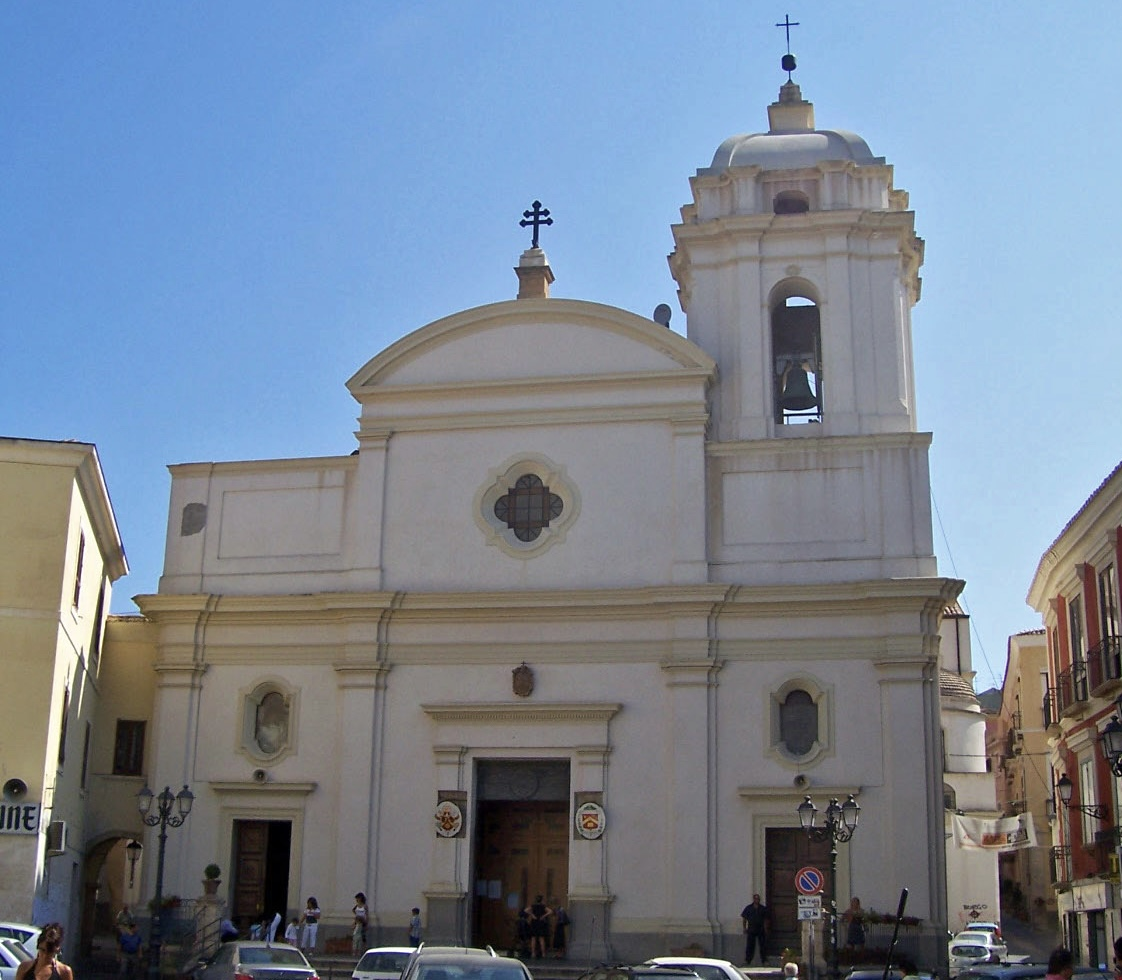
Kathedrale Santa Maria Assunta in Crotone

Das Bistum Crotone (lat. Dioecesis Crotonensis) war eine Diözese der römisch-katholischen Kirche mit Sitz in der Stadt Crotone in der Region Kalabrien (Italien). Das Bistum existierte wahrscheinlich bereits seit der Antike. Es war ein Suffraganbistum des Erzbistums Reggio Calabria, später des Erzbistums Santa Severina. Das Bistum war vor 1818 auf das Stadtgebiet von Crotone beschränkt. 1818 wurde das Bistum durch die Gebiete von fünf früheren, kleineren Bistümern vergrößert. 1986 wurde es schließlich mit dem Erzbistum Santa Severina zum Erzbistum Crotone-Santa Severina vereinigt.

## Lage
Das ursprüngliche Bistumsgebiet (vor 1818) umfasste nur das Stadtgebiet von Crotone und seine ihm zugehörigen Ortschaften. Das Bistum grenzte im Norden an das Bistum Strongoli, im Westen an das Erzbistum Santa Severina und im Süden an das Bistum Isola. Bischofskirche (Kathedrale) war die der Santa Maria Assunta geweihte Kirche.

## Geschichte
Die Geschichte des Bistums Crotone reicht bis in die Antike zurück. Der Überlieferung nach missionierte Dionysius Areopagita, ein Schüler des Hlg. Paulus die Gegend. Der erste Bischof, der sich sicher dem Bischofssitz Crotone zuordnen lässt, ist Giordano, der 551 zusammen mit Papst Vigilius in Konstantinopel war. 592 war der Bischofssitz in Crotone durch den Tod seines (namentlich nicht bekannten) Bischofs vakant. Die Diözese wird mehrmals in Briefen von Papst Gregor dem Großen erwähnt. Das Bistum Crotone war damals Rom unterstellt, obwohl Crotone seit 556 zum Byzantinischen Reich gehörte. Erst nach den Kontroversen zwischen Rom und Konstantinopel um den Bilderstreit wurde Kalabrien um 732 durch Kaiser Leo III. dem Patriarchat von Konstantinopel unterstellt. In der Diözese setzte sich nun der griechische Ritus in den Gottesdiensten durch.
Nach der Notitia Episcopatuum, die zur Regierungszeit von Kaiser Leo VI. Anfang des 10. Jahrhunderts (901/02) angelegt wurde, unterstand das Bistum Crotone dem Erzbistum Reggio Calabria als Suffraganbistum. Während der byzantinischen Herrschaft nahmen die Bischöfe von Crotone im Jahr 680 an der Synode von Rom (Petrus), 787 am Zweiten Konzil von Nicäa (Theotimus) und 869/870 am Vierten Konzil von Konstantinopel (Nicephorus) teil. Im 10. Jahrhundert überfielen Araber aus dem nahen Sizilien die Stadt Crotone und töten den (namentlich nicht genannten) Bischof.
Um 1060 wurde Crotone von den Normannen erobert, das Bistum wurde nun wieder Rom unterstellt. 1122 hielt Papst Calixtus II. eine Synode der kalabrischen Bischöfe in Crotone ab. 1217 erhielt Bischof Johannes von Papst Honorius III. das Recht Gottesdienste in lateinischer oder griechischer Sprache zu feiern. Auch die vorigen Bischöfe Athanasius und Philipp waren Griechen; ebenso die Nachfolger Romualdus und Nicola von Durazzo (Nicolaus de Durachio). Letzterer vermittelte im Versuch einer Union der Ost- und Westkirche, die jedoch nicht zustande kam.
Antonio Lucifero (1508–1521) baute den Dom und den Bischofspalast um. Bischof Cristóbal Berrocal (1574–1578) gründete das Pfandhaus, eine Art erste Bank in der Stadt. Girolamo Carafa (1664–1683) richtete 1664 das Diözesanseminar ein und hielt im folgenden Jahr die erste Bistumssynode ab.
1818 wurden die Bistümer Belcastro und Isola in das Bistum Crotone inkorporiert. Im Norden erhielt das Bistum die früheren Bistumsgebiete von Cerenzia, Strongoli und Umbriatico, die vom Bistum Cariati abgetrennt wurden, sodass das Bistum Crotone ab 1818 insgesamt sechs ältere Bistümer umfasste. Von 1925 bis 1946 war das Bistum Crotone in Personalunion mit den Erzbistum Santa Severina vereint. Die Personalunion wurde danach wieder aufgehoben. Seit dem 21. Dezember 1973 wurden das Bistum Crotone und das Erzbistum Santa Severina erneut in Personalunion verwaltet, und die beiden Bistümer wurden schließlich am 30. September 1986 zum Erzbistum Crotone-Santa Severina vereinigt. Das Erzbistum Crotone-Santa Severina wurde dem Erzbistum Catanzaro-Squillace als Suffraganbistum unterstellt.

## Bischöfe
| Bischof/Verwalter | Amtszeit/Nachweis                                                                      | Sonstige Ämter und Bemerkungen |
| --- | -------------------------------------------------------------------------------------- | --- |
| Flaviano/Flavianus | ? circa 537 bis 550                                                                    | |
| Giordano/Giovanni/Joannes? | 551                                                                                    | |
| Gregorius/Anonymus | ? bis † 592                                                                            | |
| Teodosio/Theodosius | 649                                                                                    | nahm 649 an einer Synode im Lateran unter Papst Martin I. teil |
| Petro/Petrus | 680                                                                                    | nahm an der Synode von Rom unter Papst Agatho teil |
| Tosino/Theotimus/Thosinus | 787 bis 790                                                                            | war Grieche, nahm 787 am Zweiten Konzil von Nicäa teil |
| Niceforo/Nicephorus | 870                                                                                    | nahm am Vierten Konzil von Konstantinopel teil |
| Anonymus | 10. Jahrhundert                                                                        | bei einem arabischen Überfall auf die Stadt Crotone in der Kathedrale getötet |
| Athanasius | 1121                                                                                   | |
| Filippo/Philippus | März 1159 bis März 1179                                                                | war Grieche (grecus) nahm am 3. Laterankonzil im März 1179 unter Papst Alexander III. teil |
| Anonymus | 1199                                                                                   | er unterschrieb ein Privileg von Papst Innozenz III. für S. Pietro de Bolvenda (bei Palermo) |
| Giovanni/Iohannes/Joannes | 9. April 1216 bis 1. September 1220                                                    | war Grieche (grecus), resignierte das Bischofsamt |
| Anonymus | 10. Mai 1221 bis 8. Juli 1221                                                          | sollte im Auftrag von Papst Honorius III. die Basilianerklöster in der Terra del Lavoro, in Apulien und Kalabrien reformieren |
| Anonymus | Januar 1224                                                                            | identisch mit dem Vorgänger? |
| Romualdus | circa 1235/1240                                                                        | war Grieche |
| Mauro/Maurus | vor 2. September 1254                                                                  | gewählt, aber vom Papst Innozenz IV. nicht bestätigt und abgesetzt |
| Nicolò de Durazzo/Nicolaus de Durachio/Nicola da Durazzo | 2. September 1254 bis 1266/1267                                                        | apostolischer Kammerkleriker, war seit/um 1255/56 im Exil |
| Sedisvakanz | 1267 bis 1272/73                                                                       | 1269: presbiter Sellictus, procurator |
| Fredericus | (1273?) 1274 bis 1. Juli 1280                                                          | wahrscheinlich vorher Dekan in Squillace, auch Kanoniker in Strongoli |
| Giovanni/Joannes | 1300 bis † 1346                                                                        | |
| Guillelmus/Guglielmo/Guilielmus/Guilelmus | 17. Februar 1346 bis † 1348                                                            | war vorher Kantor im Kapitel des Bistums Venosa |
| Nicolaus Malapere/Nicolaus Meloperus/Nicolaus Malopera/Nicola Malopera                                                                                        | 5. November 1348 bis † 1357                                                            | war vor Kanoniker von Cosenza (Subdiakon) |
| Bernardus de Agrevolo/Bernardo de Agrevolo | 25. Januar 1358 bis † 1365                                                             | OP |
| Ioannes/Joannes/Giovanni de San Nicolao de Reate | 5. September 1365 bis ? †                                                              | OFMin, de S. Nicolao de Reate (= Rieti?) |
| Rinaldo/Rainaldo/Raynaldus/Rainaldus | 11. August 1372 bis † 1402                                                             | Archiadiakon von Tarent, baccalaureus in decretis |
| Antonio Spoletini/Antonio Spolitano/Antonius Spolitanus | 17./18. August 1402 bis † ?                                                            | Kleriker aus der Diözese Umbriatico |
| Lorenzo/Laurentius | 26. März 1410 bis 1427                                                                 | resignierte das Amt |
| Giordano de Lavello/Giordano da Lavello/Iordanus de Lavello/Jordanus de Lavello                                                                               | 12. September 1427 bis † 1439                                                          | war vorher Archidiakon in Crotone |
| Galeazzo Quattromani/Galeotto Quatrimani/Galeotto Quadrimani und Guadrimani/Galeottus Quatrimanus/Galeotus Quatromani                                         | 27. Januar 1440 bis † 1444                                                             | war vorher Bischof von Cariati und Cerenzia |
| Crucheto/Cruchetto/Cruchetus/Cruchetti/Crucettus vel Cruchettus/Crucitus de Monte S. Petri                                                                    | 27. Januar 1444 (1445) bis † 1457                                                      | OFM, war vorher Bischof von Isola |
| Guglielmo de Francisis de Neapoli/Guglielmo de Franceschi/Guillelmus/Guillelmus oder Guglielmus de Francisis/Guilielmus de Franciscis                         | 5. Oktober 1457 bis † 20. Oktober 1462                                                 | Neapolitanus |
| Antonio oder Gian Antonio Campani/ Giovanni Antonio Campano/Giovanni Antonio Campani/Giannantonio Campano/Joannes Antonius Campanus/Ioannes Antonius Campanus | 20. Oktober 1462 bis 23. Mai 1463                                                      | wurde 1463 zum Bischof von Teramo ernannt |
| Martino/Martinus | 3. Februar 1464 bis † 1465                                                             | war 1446 bis 1451 Bischof von Isola, von 1451 bis 1464 Bischof von Martirano |
| Antonio Caffari/Antonius Cafarus/Antonius Caffari | 29. November 1465/15. Dezember 1465 bis † 1472                                         | vorher Kanoniker in Salerno |
| Bernardo de Ruggeri/Bernardus Antonius/Berardo/Berardus/Bernardus de Rogeriis                                                                                 | 8. Januar 1473 (1475) bis † 1480                                                       | |
| Giovanni (Ebu) de Viterbo/Giovanni/Giovanni da Viterbo/Ioannes/Joannes/Joannes Ebu de Viterbo                                                                 | 16. Februar 1481 bis † 25. November 1496 in Rom                                        | Diakon, decr. doctor, war vorher Bischof von Sarno |
| Andrea della Valle /Andreas de la Valle/Andreas de Valle | 2. Dezember 1496 bis 23. Februar 1508                                                  | wurde 1508 zum Bischof von Mileto ernannt, apostolischer Administrator der Bistümer Caiazzo, Gallipoli, Nicastro, Sulmona und Valva und Umbriatico, 1517 zum Kardinal(priester) ernannt, zunächst mit der Titelkirche Sant’Agnese in Agone, später mit der Titelkirche Santa Prisca, 1533 Kardinalbischof von Albano, später in 1533 Kardinalbischof von Palestrina |
| Antonio Lucifero/Antonius Luciferus/Antonius Lucifero/Antonius Lucifer                                                                                        | 15. März 1508 bis † 1521                                                               | Kanoniker in Crotone, erbaute 1521 den Bischofspalast neu auf den Grundmauern |
| Andrea della Valle/Andreas de Valle | 4. September 1522 bis 14. November 1524                                                | zum zweiten Mal zum Bischof von Crotone gewählt, resignierte 1524 |
| Giovanni Matteo Lucifero/Gian Matteo Lucifero/Joannes Matthaeus Luciferus/Ioannes Matthaeus Lucifero/Joannes Matthaeus Luciferi/ Joannes Matthaeus Lucifer    | 14. November 1524 bis † 1551                                                           | Neffe des Antonius Lucifero/Luciferus, war Archidiakon von Crotone, dann Bischof von Umbriatico, in seiner Amtszeit wurde 1540 das Franziskanerkloster in Crotone gegründet |
| Pietro Paolo Caporello/Petrus Paulus Caporellus/Petrus Paulus Caporelli/Pietro Paolo Caporelli                                                                | 28. September 1552 bis † 1556                                                          | OFMConv, de Potentia |
| Juan Francisco de Aguirre/Franciscus Agirre/Franciscus (de) Aguirre/Francesco Aguirre                                                                         | 10. Dezember 1557 bis 15. November 1564                                                | wurde 1564 zum Bischof von Tropea ernannt |
| Antonius Sebastianus Minturnus/Antonius Sebastianus Minturno//Antonio Sebastiano Minturno/Sebastiano Antonio Minturno                                         | 13. Juli 1565 bis † 1574                                                               | war vorher Bischof von Ugento, Poet |
| Cristóbal Berrocal/Cristoforo Bororal/Christophorus Bororal/Christophorus Boroal (Berrocal)/Christophorus Berrocal                                            | 11. August 1574 bis † 1578                                                             | Spanier (Hispanus), gründete 1578 die Leibrentenbank in Crotone (Montes Pietatis) |
| Marcello Majorana/Marcello Maiorana (Romano)/Marcellus Maioranus/Marcellus Majorana/Marcellus Majoranus                                                       | 6. Oktober 1578 bis 13. November 1581                                                  | CR, aus Neapel, wurde 1581 zum Bischof von Acerra ernannt |
| Giuseppe Faraoni/Ioseph Faraonius/Josephus Faraoni/Joseph Pharaonis/Joseph Faraonius                                                                          | 26. November 1581 bis † 1588                                                           | war vorher Bischof von Massa Lubrense |
| Mario Bolognini/Marius Bologninus/Marius Bolognini | 3. Oktober 1588 bis 7. Januar 1591                                                     | aus Caiazzo (Caiacensis), war vorher Bischof von Lanciano, wurde 1591 zum Erzbischof von Salerno ernannt |
| Claudio de Corti/Claudio de Curtis/Claudius de Curtis | 13. November 1591 bis † 1595                                                           | |
| Giovanni Lopez/Juan López/Ioannes Lopez/Joannes Lopez | 5. Juni 1595 bis 15. November 1598/25. November 1598                                   | OP, Spanier (Hispanus), stattete die Kathedrale innen neu aus, wurde 1598 zum Bischof von Monopoli ernannt |
| Tommaso Monti/Tommaso dei Monti/Thomas a Montinus/Thomas a Montibus/Thomas Monti/Thomas delli Monti                                                           | 15. Februar 1599/17. Februar 1599 bis † 4. Dezember 1608                               | CR, begraben in der Kapelle S. Severini in der Kirche S. Francesco in Assissi |
| Carlo Catalani/Carolus Catalanus/Carolus Catalani | 24. November 1610 bis † 1622 in Neapel                                                 | begraben in der Kirche S. Iosephi |
| Diego Cavella de Vacca (oder auch Caveza de Baca)/Diego Cabeza de Vaca/Didacus Cavella de Vacca/Didacus Cabeza de Vacca                                       | 20. November 1623 bis † Dezember 1625                                                  | Spanier (Hispanus) |
| Sedisvakanz | 1625 bis 1628                                                                          | |
| Niceforo Melisseno Comneno/Niceforo Melisseno Commeno/Nicephorus Melissenus ComnenusNicephorus Melissenus et Comnenus                                         | 13. Dezember 1626/29. Mai 1628 bis † 5. Februar 1635                                   | |
| Sedisvakanz | 1635 bis 1638                                                                          | |
| Giovanni Pastori/Juan Pastor/Ioannes Pastor/Joannes Pastor | 11. August 1638/30. August 1638 bis † 4. Juli 1664                                     | OM, Spanier (Hispanus) |
| Gerolamo Carrafa/Girolamo Carafa /Hieronymus Caraffa/Hieronymus Carafa/Hieronymus Carrafa                                                                     | 31. März 1664 bis † 9. Oktober 1683                                                    | CR, Theologieprofessor, renovierte die Kathedrale |
| Sedisvakanz | 1683 bis 1690                                                                          | |
| Marco de Rama/Marcus Rama/Marcus de Rama | 22. Mai 1690 (1691) bis † 4. August 1709                                               | OSA, Spanier (Hispanus), Magister der Theologie, hielt am 9. Juli 1693 in der Kathedrale eine Diözesansynode ab |
| Sedisvakanz | 1709 bis 1715                                                                          | |
| Michele Guardia/Michael Guardia | 4. Februar 1715 bis † Oktober 1718                                                     | Neapolitanus, Doktor der Theologie |
| Anselmo de la Peña/Anselmo de la Penna/Anselmus (de) la Penna/Anselmus della Penna                                                                            | 2. Oktober 1719 bis 27. September 1723                                                 | OSB, Spanier (Hispanus), wurde 1723 zum Bischof von Agrigento ernannt |
| Gaetano Costa/Caietanus Costa/Cajetanus Costa de Porto | 22. November 1723 bis † 27. Januar 1753                                                | OFMRef, Portugiese |
| Domenico Zicari/Domenico Zigaro/Dominicus Zigari | 23. Juli 1753 bis 3. Januar 1757                                                       | vorher Kanoniker in Cosenza, wurde 1757 zum Erzbischof von Reggio Calabria |
| Mariano Amati/Marianus Amatus/Marianus Amato | 28. März 1757 bis † Dezember 1765                                                      | Magister der Theologie, |
| Bartolomeo Amorosi/Bartholomaeus Amoroso | 2. Juni 1766 bis † 19. Dezember 1771                                                   | |
| Sedisvakanz | 1771 bis 1774                                                                          | |
| Giuseppe Capocchiani/Ioseph Capocchiani/Josephus Capocchiani                                                                                                  | 18. April 1774 bis † 15. Oktober 1788                                                  | |
| Sedisvakanz | 1788 bis 1792                                                                          | |
| Lodovico Ludovici/Ludovico Ludovici (Ludovico)/Ludovicus Ludovici, ab Ebulo/Ludovicus de Ebulo                                                                | 26. März 1792 bis 18. Dezember 1797                                                    | OFM, wurde 1797 zum Bischof von Policastro ernannt |
| Rocco Coiro/Rochus Coiro | 18. Dezember 1797 bis † März 1812                                                      | Theologieprofessor |
| Sedisvakanz | 1812 bis 1818                                                                          | |
| Domenico Feudale/Dominikus Pheudalicus/Dominicus Feudale | 25. Mai 1818 bis † 6. März 1828/3. März 1828                                           | |
| Donat Nicholas Vincenzo Zaccaria Boccardo/Zacharias Bocardo/Zacharias Boccardo                                                                                | 18. Mai 1829 bis † 7. April 1833                                                       | OFMCap |
| Leonardo Todisco Grande | 5. Oktober 1833 (ernannt)/20. Januar 1834/26. Januar 1834 (geweiht) bis 20. April 1849 | wurde 1849 zum Bischof von Ascoli Satriano und Cerignola ernannt |
| Gabriele Ventriglia/Gabriel Ventriglia | 20. April 1849 bis 15. März 1852                                                       | wurde 1852 zum Bischof von Caiazzo ernannt |
| Luigi Sodo/Ludovicus Sodo | 18. März 1852 bis 27. Juni 1853                                                        | wurde 1853 zum Bischof von Telese e Cerreto Sannita ernannt |
| Luigi Laterza/Ludovicus Laterza | 27. Juni 1853 bis † 11. Februar 1860                                                   | |
| Luigi Maria Onofrio Lembo/Luigi Maria (Honuphrius Maria) Lembo/Ludovicus Maria Lembo                                                                          | 23. März 1860 bis † 24. Juni 1883                                                      | OFMObs |
| Giuseppe Cavaliere | 24. Juni 1883 bis † August 1899                                                        | |
| Emanuele Merra | 14. Dezember 1899 bis 27. März 1905                                                    | wurde 1905 zum Bischof von San Severo ernannt |
| Sedisvakanz | 1905 bis 1909                                                                          | |
| Saturnino Peri | 30. Juni 1909 bis 16. Dezember 1920                                                    | wurde 1920 zum Bischof von Iglesias ernannt |
| Sedisvakanz | 1920 bis 1925                                                                          | |
| Carmelo Pujia | 13. Februar 1925 bis 11. Februar 1927                                                  | wurde 1927 zum Erzbischof von Reggio Calabria ernannt |
| Antonio Galati | 2. Juni 1928 bis † 2. März 1946                                                        | war seit 1927 auch Erzbischof von Santa Severina |
| Pietro Raimondi | 8. Mai 1946 bis 21. Juni 1971                                                          | trat in den Ruhestand |
| Sedisvakanz | 1971 bis 1973                                                                          | |
| Giuseppe Agostino | 21. Dezember 1973 bis 30. September 1986                                               | war seit 1973 auch Erzbischof von Santa Severina, wurde 1986 zum Erzbischof von Crotone-Santa Severina ernannt, 1998 wurde er zum Erzbischof von Cosenza-Bisignano ernannt |